# Sergio Prendes
Sergio Fernández Prendes (Gijón, 15 luglio 1986) è un ex calciatore spagnolo, di ruolo centrocampista.